# Neptis satellitica
Neptis satellitica är en fjärilsart som beskrevs av Hans Fruhstorfer 1913. Neptis satellitica ingår i släktet Neptis och familjen praktfjärilar. Inga underarter finns listade i Catalogue of Life.